# 川上町 (鹿児島市)
川上町（かわかみちょう）は、鹿児島県鹿児島市の町。旧薩摩国鹿児島郡鹿児島近在川上村、鹿児島郡吉野村大字川上。郵便番号は「#郵便番号」を参照。人口は4,487人、世帯数は1,934世帯（2020年10月1日現在）。

## 地理
鹿児島市の北部、稲荷川流域に位置している。町域の北西部には稲荷川上流に小規模な盆地が広がっている。町域の北方には宮之浦町、北方から西方にかけては岡之原町、南方から東方にかけては吉野町、南方には下田町、西方には西伊敷、緑ケ丘町がそれぞれ隣接している。
町域の東部にある吉野台地上（花棚地区）を鹿児島県道16号鹿児島吉田線が南北に縦断しており、吉野町と川上町の一部を区域として吉野地区土地区画整理事業が1992年より事業に着手し区画整理と共に県道16号の拡張工事が行われ、それに伴って沿線に商業施設が建設されたことにより交通量も増加している。また西部にあたる盆地の区域には鹿児島県道25号鹿児島蒲生線・九州自動車道が通る。

### 河川
- 稲荷川
  - 花棚川
  - 西牟田川

### 郵便番号
日本郵便の「郵便番号検索」によれば川上町の郵便番号は以下のとおりである。
- 891-1275 - 3649、3661、3667、3669-4、3671、3672、3674、3701、3704、3723-3、4128、4132、4133、4138、4203、4209、4215、4236-1、4238、4241、4242、4244番地[8]
- 892-0875 - 上記番地以外[9]

## 歴史

### 前史時代
前史時代を含む遺跡としては川上町の区域では「加栗山遺跡」（現在の九州自動車道本線上、現存せず）、「加治屋園遺跡」（現在の九州自動車道鹿児島本線料金所付近）が発見されている。
九州自動車道と鹿児島県道25号鹿児島蒲生線が交差する付近に発掘当時としては大規模である縄文時代から中世の川上氏の居城とみられる中世山城の遺跡までより構成される複合遺跡である「加栗山遺跡」が発見された。遺跡からは縄文時代早期の貝殻文土器の円筒土器、角筒土器の前平・吉田式土器を主体とした土器や竪穴建物跡が発掘されたほか、中世の山城からは土師器や椀や皿・羽釜が発掘された。
九州自動車道の建設に伴い鹿児島県教育委員会によって1975年（昭和50年）から1976年（昭和51年）までに発掘調査が行われたが、九州自動車道の建設計画を変更するのは困難であるとして遺跡群の一部を鹿児島県立埋蔵文化財センターに移設したほかは九州自動車道の用地となった。鹿児島県歴史資料センター黎明館に加栗山遺跡から出土した吉田式土器の深鉢が展示されている。
また、加治屋園遺跡も加栗山遺跡と同様に九州自動車道の建設に伴う発掘調査によって発見された旧石器時代から中世に至るまでの遺跡であり、旧石器時代から縄文時代初期の土器や石器や、縄文時代の土器片など114点が発掘されている。

### 中世の河上
河上という地名は室町時代より見える地名であり、薩摩国鹿児島郡のうちであった。島津貞久の長子である頼久の子である川上親久が川上邑に封ぜられて川上氏を称した。応永11年（1404年）の島津元久宛行状に「薩摩国鹿児嶋群河上村事」と見え、島津元久から川上氏の川上家久に宛がわれた。中世の川上氏の居城は前述の加栗山にあったとされ、加栗山の「川上城」は天文4年（1535年）の島津勝久の攻撃にも耐えたとされる。

### 近世の川上村
江戸時代の川上村は薩摩国鹿児島郡鹿児島近在のうちであった。村高は「天保郷帳」では983石余、「郡村高辻帳」では983石余、「三州御治世要覧」では801石余、「旧高旧領取調帳」では1,142石余であった。川上村は鹿児島近在のうちでも「遠名」として扱われていた。川上村ではコメ、うるち米、ソバ、大麦、小麦、アワなどが栽培されていた。
宝暦3年（1753年）の検地の際には花棚村は川上村の花棚方限となっており、川上村のうちであったとされるが、嘉永元年（1848年）の「薩隅日諸外城御高記」によれば川上村から分村して花棚村となっていたとされる。「鹿児島県史」によれば明治4年に花棚村（けだなむら）の全域が再び川上村に編入された。花棚村は室町時代から見える地名であり、江戸時代には薩摩国鹿児島郡鹿児島近在のうちであった。花棚村の石高は「天保郷帳」では565石余であった。
1879年（明治12年）には川上に菅原小学、花棚に日枝小学が開設された。これらの小学と岡之原（現在の岡之原町）の原小学、下田（現在の下田町）の小高小学を統合して1893年（明治26年）に川上尋常小学校（現在の鹿児島市立川上小学校の源流）が設置された。

### 町村制施行以後
1889年（明治22年）4月1日に町村制が施行されたのに伴い、鹿児島郡鹿児島近在のうち吉野村、川上村、岡之原村、坂元村、下田村の区域より鹿児島郡吉野村が成立した。それまでの川上村は吉野村の大字「川上」となった。
1934年（昭和9年）8月1日には、吉野村が鹿児島郡西武田村及び中郡宇村と共に鹿児島市に編入された。同日発行の鹿児島県公報に掲載された鹿児島県告示「 鹿兒島市内大字名廢止町名改稱竝ニ區域變更」により「川上ヲ廢止シ其ノ區域ヲ川上町（カワカミテウ）ト」することが鹿児島県知事によって許可され、吉野村の大字川上を廃し、その区域を以て新たに鹿児島市の町「川上町」が設置された。
1977年（昭和52年）7月11日に伊敷団地地区（伊敷団地周辺地区）において住居表示が実施されることとなった。これに伴い、7月6日に鹿児島県公報に掲載された「町の区域の設定」（鹿児島県告示）により町域の再編が実施されることとなり、伊敷団地の区域にあたる岡之原町・川上町の各一部より西伊敷七丁目、岡之原町・川上町の各一部より緑ケ丘町が設置された。1983年（昭和58年）には川上墓園（28,800平方メートル）が鹿児島市によって開設された。
2015年（平成27年）2月2日には吉野地区（第1期）において住居表示が実施されるのに伴い、吉野町・川上町・下田町の各一部より吉野一丁目、川上町・吉野町の各一部より吉野二丁目が新たに設置された。

### 町域の変遷
| 変更後                 | 変更年             | 変更前                 |
| ---------------------- | ------------------ | ---------------------- |
| 鹿児島郡川上村（編入） | 明治4年            | 鹿児島郡花棚村（全域） |
| 西伊敷七丁目（新設）   | 1977年（昭和52年） | 岡之原町（一部）       |
| 西伊敷七丁目（新設）   | 1977年（昭和52年） | 川上町（一部）         |
| 緑ケ丘町（新設）       | 1977年（昭和52年） | 岡之原町（一部）       |
| 緑ケ丘町（新設）       | 1977年（昭和52年） | 川上町（一部）         |
| 吉野一丁目（新設）     | 2015年（平成27年） | 吉野町（一部）         |
| 吉野一丁目（新設）     | 2015年（平成27年） | 川上町（一部）         |
| 吉野一丁目（新設）     | 2015年（平成27年） | 下田町（一部）         |
| 吉野二丁目（新設）     | 2015年（平成27年） | 吉野町（一部）         |
| 吉野二丁目（新設）     | 2015年（平成27年） | 川上町（一部）         |

## 人口
以下の表は国勢調査による小地域集計が開始された1995年以降の人口の推移である。
| 年                 | 人口  |
| ------------------ | ----- |
| 1995年（平成7年）  | 4,893 |
| 2000年（平成12年） | 4,906 |
| 2005年（平成17年） | 4,108 |
| 2010年（平成22年） | 5,111 |
| 2015年（平成27年） | 4,108 |
| 2020年（令和2年）  | 4,487 |

## 文化財

### 県指定
- 鹿児島市川上町の田の神（民俗有形文化財）[38]

## 施設

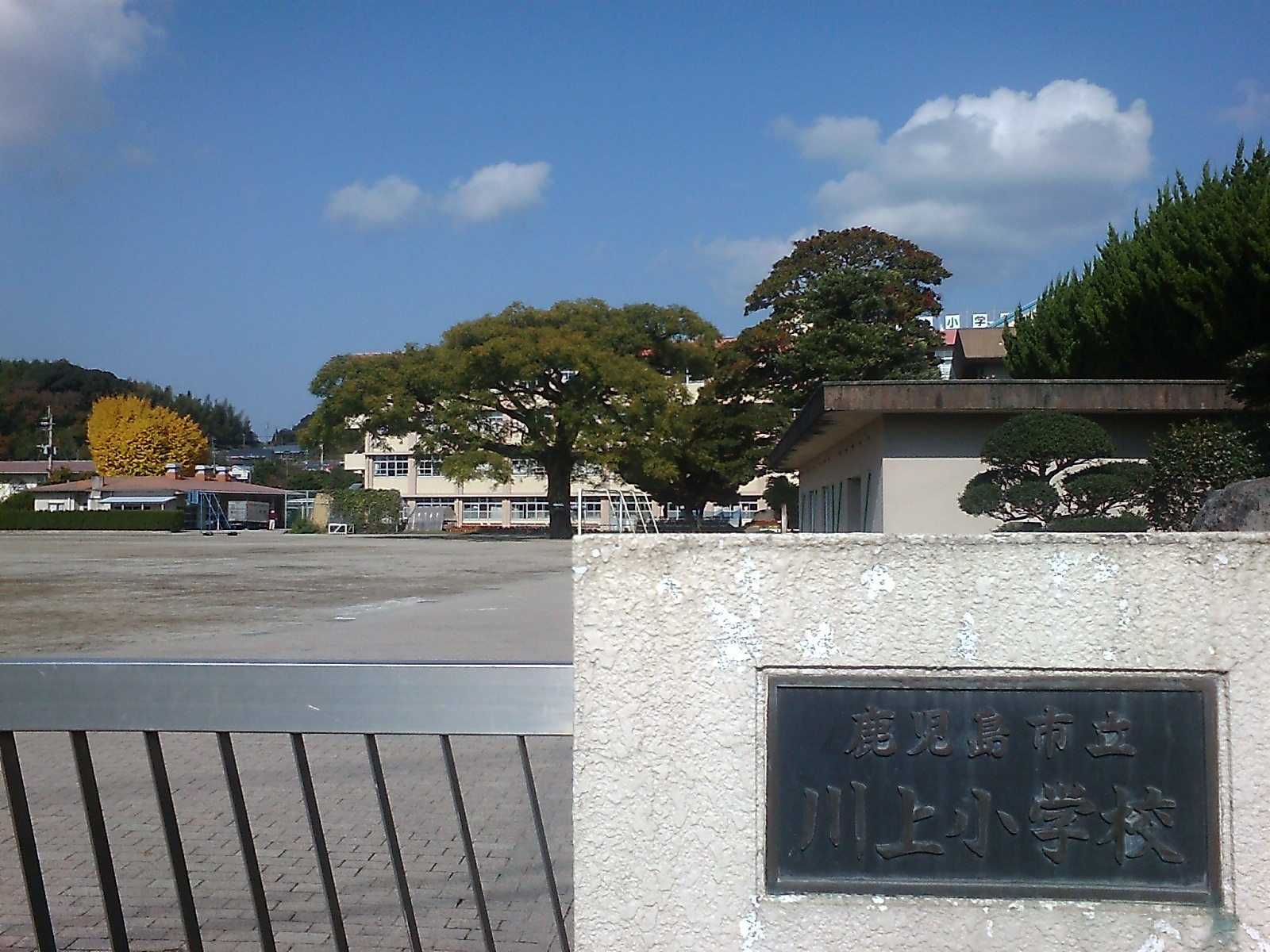
鹿児島市立川上小学校

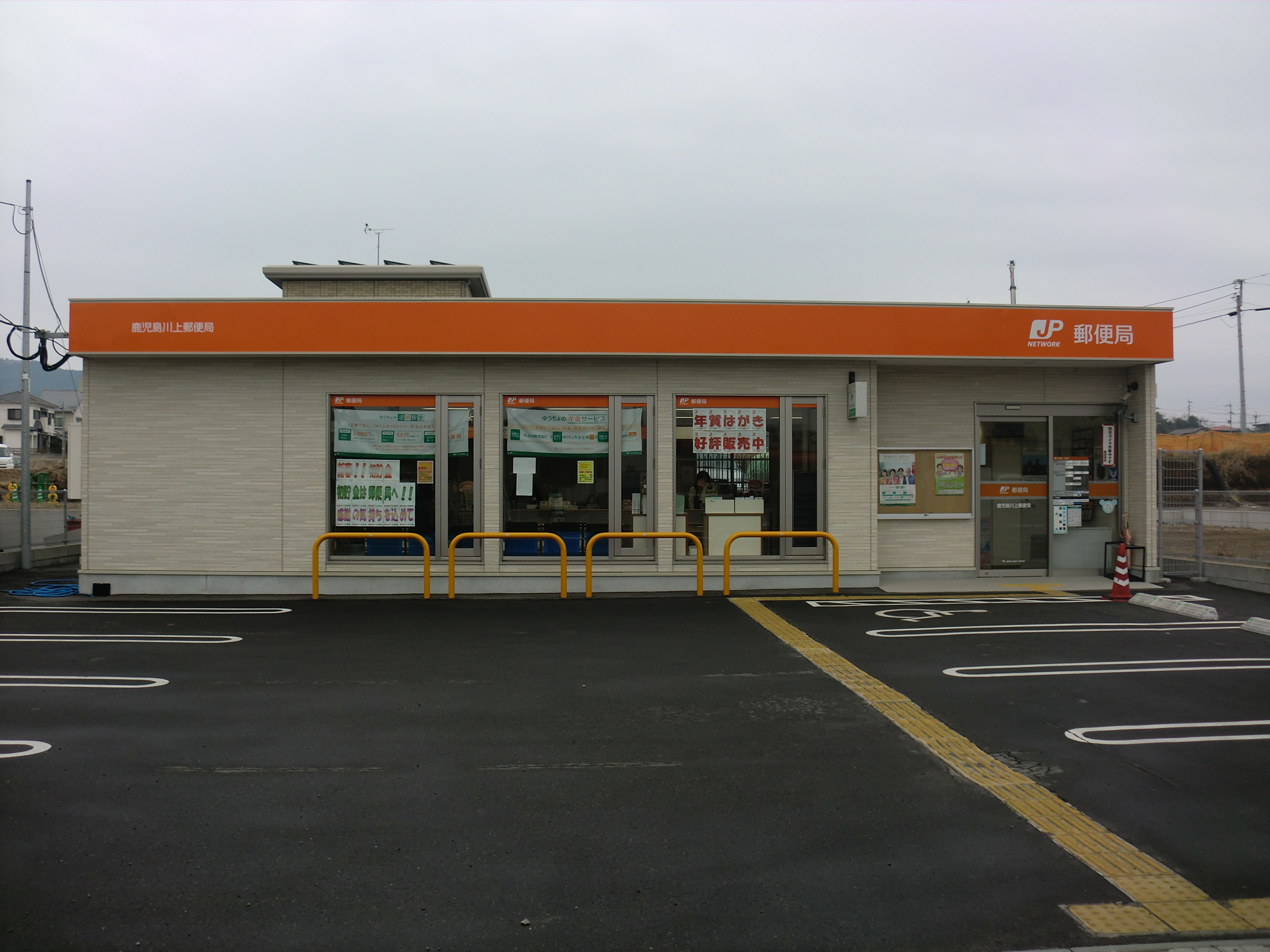
鹿児島川上郵便局

### 公共
- 鹿児島市川上福祉館[39]
- 鹿児島市営川上墓園[40]

### 教育
- 鹿児島市立川上小学校[41]
- 川上幼稚園[42]

### 郵便局
- 鹿児島川上郵便局[43]

### 寺社
- 川上天満宮
- 本願寺鹿児島別院川上出張所
- 日枝神社

## 教育

### 小・中学校の学区
市立小・中学校に通う場合、学区（校区）は以下の通りとなる。
| 町丁   | 番・番地 | 小学校               | 中学校               |
| ------ | -------- | -------------------- | -------------------- |
| 川上町 | 花棚     | 鹿児島市立川上小学校 | 鹿児島市立吉野中学校 |
| 川上町 | その他   | 鹿児島市立川上小学校 | 鹿児島市立緑丘中学校 |

## 交通

### 道路
高速自動車国道

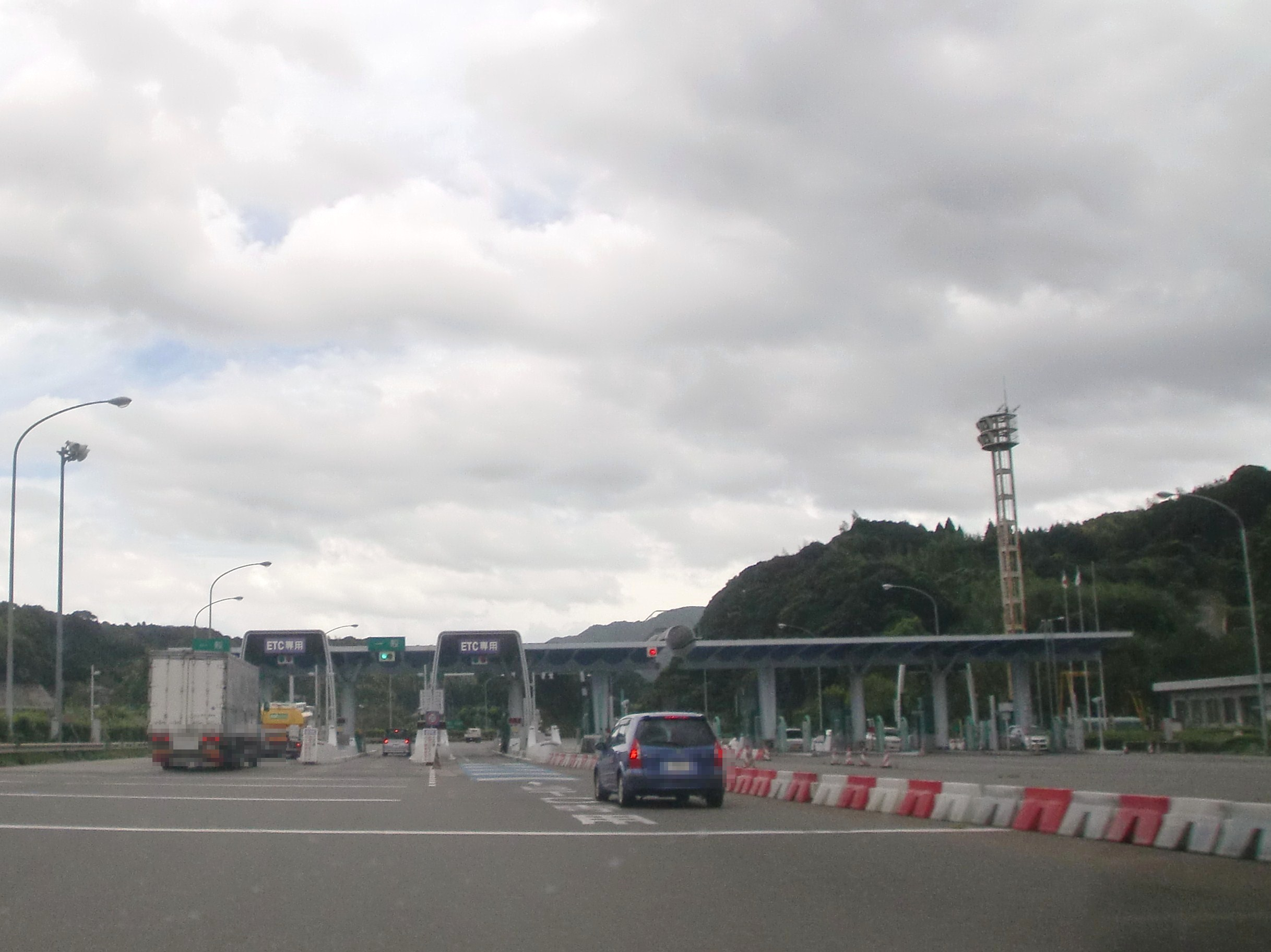
鹿児島本線料金所

- 九州縦貫自動車道鹿児島線（九州自動車道）
  - 鹿児島本線料金所

主要地方道
- 鹿児島県道16号鹿児島吉田線
- 鹿児島県道25号鹿児島蒲生線

一般県道
- 鹿児島県道220号寺山公園線

## 著名な出身者
- 高崎五六（薩摩藩士、官僚、岡山県令・東京府知事、元老院議官）
- 高崎正風（志士、作詞家、國學院院長、男爵）
- 福元岩吉（官僚、台湾総督府澎湖庁長）